# Operatie Gladio
Operatie Gladio was een in 1952 gestart geheim stay-behindnetwerk in Italië, gesponsord door de CIA en de NAVO, om in geval van een  communistische machtsovername in Italië of bij een Russische inval in andere landen het verzet te organiseren.
De eerste voorbereidingen werden al in 1947 getroffen. Hoewel de term Gladio alleen slaat op het Italiaanse deel, worden ook de soortgelijke netwerken in andere landen veelal met Gladio aangeduid. Uit recent onderzoek is bekend geworden dat soortgelijke netwerken in geheel West-Europa actief en aan elkaar gelinkt waren. In ieder geval was Gladio actief in België, Denemarken, Duitsland, Frankrijk, Griekenland, Luxemburg, Nederland, Noorwegen, Oostenrijk, Portugal, Spanje, Turkije en Zwitserland, terwijl ook het Verenigd Koninkrijk en de Verenigde Staten een rol speelden in de strategische planning van het netwerk. De rol van Gladio in Europa, bij onder meer aanslagen en terreur, heeft in diverse landen tot parlementaire onderzoeken geleid.

## Doel
Volgens een document van de Italiaanse militaire inlichtingendienst (SISMI) uit 1959 had Gladio twee doelstellingen:
1. Opereren als een stay-behindgroep in het geval van een Sovjetinvasie, om vervolgens een guerrillaoorlog te voeren in de bezette gebieden. Dit werd noodzakelijk geacht omdat men, gelet op de overmacht van de conventionele Sovjetstrijdkrachten, bang was de Sovjets alleen met inzet van kernwapens te kunnen tegenhouden als zij West-Europa wilden bezetten.
2. In eigen land in noodsituaties 'operaties' uitvoeren. Wat de militaire inlichtingendiensten onder noodsituaties verstonden, werd duidelijk in Italië gedurende de Koude Oorlog, waar de opkomende macht van de communistische en andere socialistische partijen als 'een gevaar voor de vrijheid' werd gezien.

## Einde
Nadat het bestaan van Gladio algemeen bekend werd, zouden deze netwerken zijn opgeheven. De Belgische, Duitse, Franse en Griekse overheden hebben alle bevestigd te hebben deelgenomen aan het NAVO-stay-behindnetwerk.
In de uitzending van het Nederlandse SBS6-programma Peter R. de Vries, misdaadverslaggever van 22 april 2007 werd gesuggereerd dat Gladio in Nederland nog steeds actief zou zijn. Tijdens een eigen onderzoek dat enkele jaren daarvoor al begon, stuitte het misdaadprogramma op het fenomeen dat duizenden vuurwapens uit 'de bovenwereld' verdwenen in 'de onderwereld'. Dat gebeurde volgens een vaste constructie waardoor de wapens onvindbaar bleven. In binnen- en buitenland zijn wapenhandelaren door de politie gearresteerd, maar justitie zorgde er steevast voor dat de verdachten niet werden berecht. Vermoed wordt dat deze wapens bestemd waren voor Gladio.

## Internationaal
De stay-behindnetwerken werden op internationaal niveau gecoördineerd door het zogenoemde Allied Clandestine Committee (ACC) en het Clandestine Planning Committee (CPC), dat verbonden was met het Supreme Headquarters Allied Powers Europe (SHAPE) van de NAVO in Casteau (België). De netwerken gebruikten schuilnamen zoals "Absalon" in Denemarken, "Glaive" in Frankrijk, "P26" in Zwitserland, "ROC" in Noorwegen, "Schwert" in Oostenrijk, en "SDRA8" (of "SDR-8") in België.
De verschillen tussen de netwerken in de diverse landen waren groot. In enkele landen, waaronder Italië, werden de netwerken een bron van terreur, terwijl in andere landen (waaronder Denemarken en Noorwegen) het netwerk een voorzichtige voorzorgsmaatregel tegen een mogelijke Sovjetinvasie bleef.
In België wordt gespeculeerd over de contacten die er geweest zijn tussen het Belgische Gladio-netwerk en de Bende van Nijvel, de Cellules Communistes Combattantes (CCC) en het Front de la Jeunesse en de Westland New Post-groep (WNP).
In Luxemburg werd het stay-behindnetwerk in verband gebracht met de Bommenleggeraffaire tijdens de jaren 1984-'86.
In Spanje was het geheime netwerk betrokken bij de autoritaire regering van generaal Franco en zijn Falange de las JONS en in West-Duitsland werden explosieven die afkomstig waren van een Gladio-opslag, gebruikt bij een aanslag in München in 1980.
In oostelijk Turkije was de 'contra-guerrilla', die deel uitmaakte van Gladio, betrokken bij terreur en marteling tegen Koerden, terwijl in Griekenland het Gladio-netwerk met de codenaam LOK deel zou hebben genomen aan de militaire staatsgreep van 1967, waarbij de monarchie viel.

### Italië
In Italië kwam de naam Gladio op 3 augustus 1990 voor het eerst in de openbaarheid toen de toenmalige premier Giulio Andreotti het bestaan van dit netwerk toegaf. Hij deed dit in een getuigenverklaring voor een commissie van het parlement die onderzoek deed naar terrorisme in Italië. Andreotti maakte bekend dat Gladio binnen het ministerie van Defensie bij de militaire inlichtingendienst verborgen zat. Zijn verklaring deed vermoedens rijzen dat het netwerk bij diverse bomaanslagen betrokken was met als doel de politiek te beïnvloeden.
Felice Casson, een Italiaanse rechter, was tijdens zijn onderzoek naar extreemrechts terrorisme voor het eerst op het geheime Gladio-netwerk gestuit en had Andreotti gedwongen een verklaring af te leggen. Casson ontdekte dat het netwerk verbindingen met rechtse terroristen was aangegaan. De terroristen, door het netwerk voorzien van materiaal, zouden bomaanslagen plegen, ze toe laten schrijven aan linkse Italiaanse groeperingen en vervolgens door de militaire inlichtingendienst in het onderzoek buiten schot worden gehouden.
Alleen ten aanzien van de aanslag in Peteano in 1972, waarbij drie leden van de Carabinieri omkwamen en die tot 1984 aan de Rode Brigades werd toegeschreven, is de betrokkenheid van Gladio vast komen te staan. Cassons bevindingen maken echter betrokkenheid bij meer aanslagen aannemelijk. De aanslagen waar het mogelijk om gaat, zijn: 
- Bomaanslag op 12 december 1969 bij een bank op de Piazza Fontana in Milaan waarbij 16 doden en 88 gewonden vielen. Aanvankelijk kregen de anarchisten hiervan de schuld in de schoenen geschoven en pas twintig jaar later werd duidelijk dat Gladio hier waarschijnlijk achter zat.[5]
- Bomaanslag tijdens een demonstratie tegen het fascisme op de Piazza della Loggia in Brescia in mei 1974, waarbij 8 doden en 100 gewonden vielen.[6]
- Bomaanslag op de Italicus-expresstrein in augustus 1974 waarbij 12 doden en 48 gewonden vielen.
- De moord op de rechter Vittorio Occorsio, die bezig was met een onderzoek naar banden tussen de maffia en de P2-loge.[7]
- De ontvoering van en moord op de Italiaanse premier Aldo Moro in 1978 die een coalitie wilde sluiten met de Italiaanse communistische partij.[8][9]
- Bomaanslag op het station van Bologna op 2 augustus 1980, waarbij 85 doden vielen en 200 gewonden. De explosieven voor deze aanslag zouden afkomstig zijn geweest van Gladio. Tot de bomaanslagen in Madrid op 11 maart 2004 was dit de grootste terroristische aanslag in Europa.[10]
- De moord op de Zweedse Premier Olof Palme op 28 februari 1986 in Stockholm.[11]

Italiaanse rechters besloten:
Het is een soort onzichtbare regering, waarin de loge P2, bepaalde afdelingen van de geheime diensten, de georganiseerde misdaad en het terrorisme nauw verbonden zijn. Een duistere groep met extra-institutionele banden heeft jarenlang in ons land geopereerd met als doel de politieke conditionering van de democratie en de persoonlijke macht te verwerven. Om zijn doelstellingen te verwezenlijken, maakte deze groep gebruik van terrorisme.

### Nederland
Nederland kende een stay-behindorganisatie onder de naam Operatiën & Inlichtingen. Feitelijk was sprake van twee organisaties, namelijk Operatiën en Inlichtingen, die op den duur wel door een persoon werden gecoördineerd maar elk een eigen taak hadden. De oorsprong van deze organisaties lag in de Tweede Wereldoorlog. Tot ongeveer het midden van de jaren tachtig werden ze O&I genoemd, later A en B.
O&I moest de bevolking zo weerbaar mogelijk houden tegen de communistische propaganda, en informatie over politieke ontwikkelingen doorspelen aan de 'regering in ballingschap'. Voorts zou de organisatie moeten pogen het gezagsapparaat van de bezetter waar mogelijk te ontwrichten en misleiden. Gewapend verzet was niet de eerste doelstelling, maar bij de nadering van de Sovjets zouden de leden van de organisatie vanuit verborgen depots voldoende wapens krijgen om zich niet weerloos te laten afslachten.  
Ten tijde van de opheffing in 1992 was minister van staat Max van der Stoel de coördinator. De eindverantwoordelijkheid voor 'het instellen, wijzigen en opheffen van een organisatie in vredestijd, belast met de voorbereiding van een stay-behindorganisatie in oorlogstijd' werd gedeeld door de minister-president en de minister van Defensie. De uitvoeringsorganisatie was formeel ondergebracht bij de generale staf van de krijgsmacht en maakte gebruik van de huisvesting (villa Maarheeze in Wassenaar) van de Inlichtingendienst Buitenland (IDB).

### België
Het Belgische deel van Gladio werd in de jaren 50 opgestart, opgesplitst in twee verschillende organisaties: de SDRA8 voor de inlichtingendienst en de STC/MOB voor de staatsveiligheid.
Het netwerk werd publiek op 14 november 1990, toen de toenmalige minister van Defensie Guy Coëme het bestaan ervan officieel bevestigde. Dit gebeurde enkele maanden nadat premier Andreotti in Italië hetzelfde had gedaan. Een parlementair onderzoek naar het bestaan van Gladio leidde tot de oprichting van het Comité I, een extern toezichtsorgaan op de inlichtingendiensten onder toezicht van de Belgische staat.
De moorden op communistenleider Julien Lahaut in 1950 en rijkswachter Peter De Vleeschauwer in 1996, de Bende van Nijvel, de CCC, de Roze Balletten en voorbereidingen tot een staatsgreep in 1973 - door sponsoring van Paul Latinus met zijn Westland New Post, Emile Lecerf en Francis Dossogne - zijn enkele zaken die gelinkt zouden zijn aan Operatie Gladio. Sommige onderzoeken hieromtrent zijn nog steeds lopende.
Weinige functionarissen beweerden toen iets af te weten van enig top secret netwerk.
- Toenmalig eerste minister Wilfried Martens tijdens een persconferentie op 9 oktober 1990: Ik ben al elf jaar premier, maar ik wist hoegenaamd niets van het bestaan in ons land van zo’n geheim netwerk.

- Toenmalig Defensieminister Guy Coëme: Natuurlijk is het abnormaal dat ik bij mijn ambtsaanvaarding niet ben ingelicht over dit netwerk. De Koude Oorlog is al lang voorbij en de recente gebeurtenissen in de landen van het Oostblok tonen overduidelijk aan dat zo’n geheim netwerk volkomen achterhaald is. Het is een anachronisme dat best kan worden opgedoekt.

- Het Agalev-parlementslid Hugo Van Dienderen: Dat geheime netwerk deed meer dan zich voorbereiden op de strijd tegen een communistische bezetter. (…) Medewerkers ervan probeerden de vredesbeweging te infiltreren. Bepaalde Amerikaanse groepen zochten toen contact met hen. (…) Een voormalige directeur van het CIA (William Colby) laat er geen twijfel over bestaan dat hun inlichtingendiensten aan de basis liggen van de netwerken.

- Robert Beijer, een vermoedelijk Bende van Nijvel-lid: Er moet een soort organisatie bestaan onder leden van de Staatsveiligheid, de Rijkswacht en de parketten. De aanslagen van de CCC maakten naar mijn idee ook deel uit van eenzelfde plan. Een van de schuilplaatsen van de CCC werd gehuurd door een broer van een lid van de Staatsveiligheid.

- Richard Brennecke, een ex-CIA-agent: We hebben de P2-loge gebruikt (...) zodat in de jaren 70 het terrorisme kon uitbarsten in Italië en in andere landen.

- Leopold van Esbroeck, voormalig lid van de bende Philippe De Staercke[19] stelt dat voormalig gevangenisdirecteur Jean Bultot hem begin 1985 aansprak met de vraag om toe te treden tot een commando dat tegen een royale vergoeding 'schijnovervallen' zou plegen op warenhuizen met als doel een sfeer van terreur te zaaien.

## Verwijzingen in de populaire cultuur
- De Turkse film Kurtlar Vadisi Gladio[20] (Vallei der Wolven: Gladio) gaat over een gepensioneerd geheim agent, die na de dreiging op een persoonlijke veroordeling wraak wil nemen op 'Gladio'. De première in België vond plaats op 18 november 2009.
- De ontdekking van Gladio is een belangrijk motief in de roman het nulnummer van Umberto Eco.